# Landwehrhagen

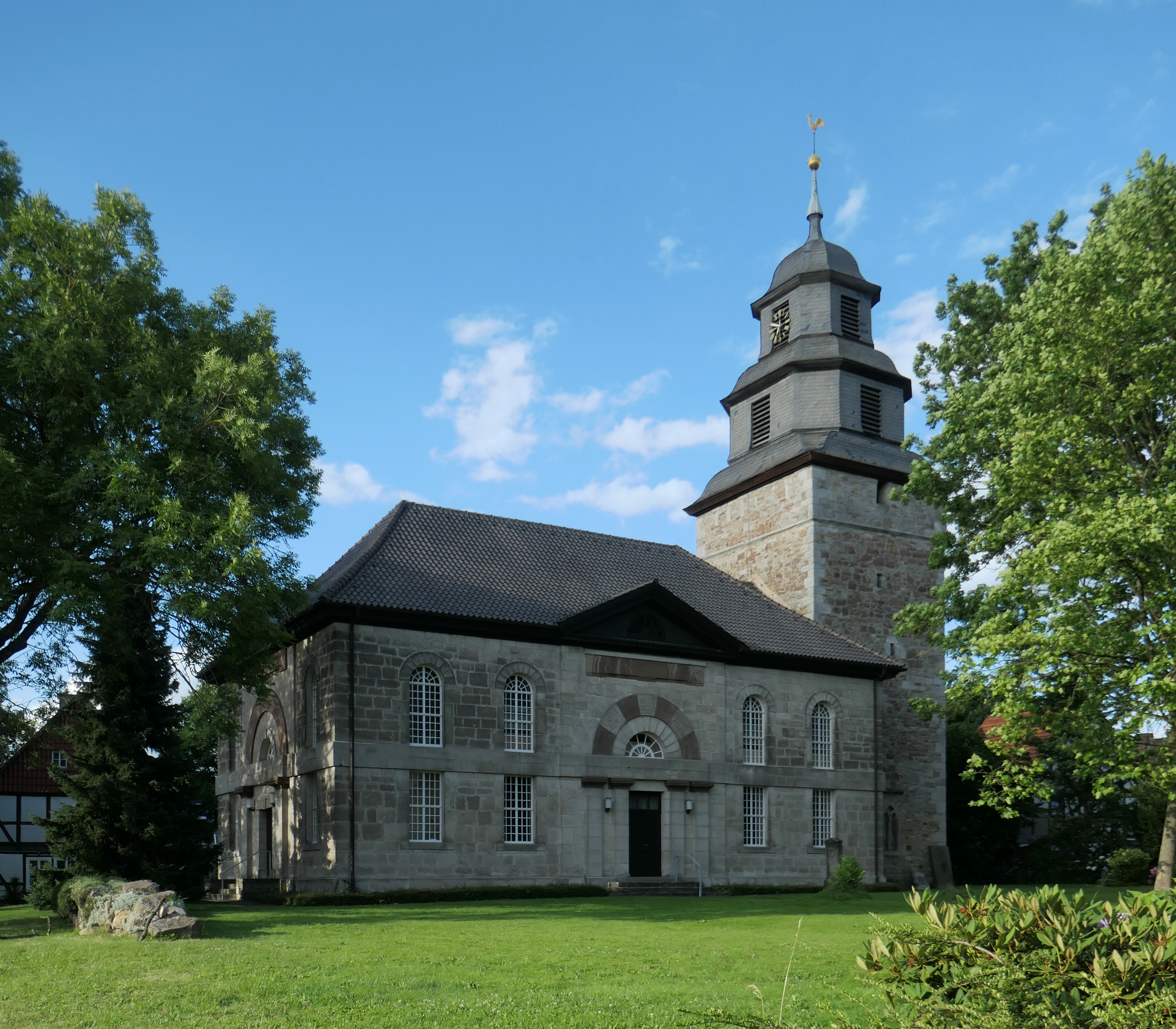
Kirche St. Petri

Landwehrhagen ist ein Ortsteil und gleichzeitig der Verwaltungssitz der Gemeinde Staufenberg im Landkreis Göttingen, Niedersachsen.

## Geografie
Der Ort liegt auf einer Hochfläche im Naturpark Münden. Im Westen befinden sich Spiekershausen und die Fulda. Etwa einen Kilometer südlich ist die Landesgrenze zu Hessen.

## Geschichte
Hügelgräber in der Gemarkung weisen darauf hin, dass die Gegend schon in der mittleren Bronzezeit besiedelt gewesen war.
Im frühen Mittelalter zum Hessengau gehörig und kirchlich dem Decanat Dietmelle unterstellt, wurde Landwehrhagen zu Beginn des 14. Jahrhunderts braunschweigisch. Erstmals urkundlich erwähnt wird der Ort als Lantgrebenhayn durch Herzog Ernst von Braunschweig-Lüneburg am 16. Januar 1356. Weitere Nennungen bezeichnen den Ort als Landgrebenhain, 1425 wird ein Plebanns in Landgrefenhain genannt, während 1491 Landgrebenhagen als Name angegeben wird. Im Ausdruck der Bewohner Uschlags und Benterode hielt sich noch bis in das 19. Jahrhundert die Bezeichnung Zum Hauhen. Durch Landwehrhagen verlief eine Landstraße, die Kassel mit Hann. Münden verband. Auf der Burg Sichelnstein befand sich der Sitz des Obergerichts, dem der Ort angehörte. Dieses Gericht verpfände Herzog Wilhelm I. an den hessischen Landgrafen Wilhelm I. im Jahr 1482, ehe es 1535 wieder in den Herrschaftsbereich der Welfen kam.
Im Dreißigjährigen Krieg wurde das Dorf schwer heimgesucht. Während des Siebenjährigen Krieges befanden sich fast ununterbrochen französische Truppen in Landwehrhagen. Seit frühester Zeit besitzt Landwehrhagen eine der bedeutendsten Eichenwaldungen in der Region, was dem Ort wesentliche Erträge lieferte. So wurde der Betrag eines Stammes im 19. Jahrhundert mit 126 Talern angegeben.
Nachdem der Ort im Zweiten Weltkrieg durch Artilleriefeuer der amerikanischen Truppen teilweise zerstört worden war, fanden hier viele Heimatvertriebene Zuflucht, was die Bevölkerungszahl sprunghaft ansteigen ließ. Zusätzlich zur historischen evangelisch-lutherischen St.-Petri-Kirche wurde darum 1967/68 die katholische St.-Judas-Thaddäus-Kirche als Filialkirche von St. Elisabeth in Hann. Münden erbaut.
Am 1. Januar 1973 schlossen sich Landwehrhagen und sieben weitere Gemeinden zur Großgemeinde Staufenberg zusammen.

## Einwohnerentwicklung
| Jahr          | 1688 | 1700 | 1821 | 1871 | 1885 | 1905 | 1939  | 1961  | 1970  | 1973  | 2005   | 2023  |
| ------------- | ---- | ---- | ---- | ---- | ---- | ---- | ----- | ----- | ----- | ----- | ------ | ----- |
| Einwohnerzahl | 410  | 95   | ~700 | 776  | 729  | 829  | 1.008 | 1.489 | 1.805 | 1.896 | ~2.300 | 2.185 |

## Politik

### Ortsrat
Der Ortsrat setzt sich aus elf Ratsfrauen und Ratsherren zusammen.
| Partei      | Prozent | Sitze |
| ----------- | ------- | ----- |
| CDU         | 36,03   | 4     |
| SPD         | 30,19   | 3     |
| Grüne       | 17,87   | 2     |
| WfS*        | 11,54   | 1     |
| parteilos** | 4,37    | 1     |

*Wählergruppe "Wir für Staufenberg", **Einzelkandidat Gernot Jenke
(Stand: Kommunalwahl am 12. September 2021)

### Ortsbürgermeister
Ortsbürgermeisterin ist Ruth Tischer (SPD). Sie hat dieses Amt seit November 1992 inne.

## Verkehr
Am östlichen Ortsrand verläuft die Autobahn 7. Durch das ehemalige Straßendorf führen die Landesstraßen L 533 (innerorts Obere Dorfstraße) und L 563 (innerorts Hannoversche Straße) sowie die Kreisstraße K 214 (innerorts Gartenstraße, Kragenhofer Straße).

## Sehenswürdigkeiten
In Landwehrhagen befinden sich die evangelisch-lutherische St. Petri-Kirche und die katholische Kirche St. Judas Thaddäus.

## Wappen
Im Wappen wird die geographische Lage und die frühere Zugehörigkeit Landwehrhagens aufgenommen. So befand sich das Dorf einstmals an der Grenze zwischen dem Herzogtum Braunschweig-Lüneburg, symbolisiert durch den goldenen Löwen und der Landgrafschaft Hessen, welche durch den gestreiften Löwen dargestellt wird. Die Eiche in der Mitte des Wappens steht für die örtlichen Waldflächen.